# Tyler Blackburn
Tyler Blackburn (12 d'octubre de 1986, Burbank, Califòrnia, Estats Units) és un actor, cantant i model estatunidenc. És conegut per interpretar el personatge de Caleb Rivers a la sèrie d'ABC Family Pretty Little Liars i Ravenswood.

## Carrera
Tyler va començar la carrera el 2002 apareixent a la sèrie Unfabulous. L'any següent va interpretar el paper d'un mestre al curtmetratge The Doers of Coming Deeds.
El 2005 va fer una aparició a la pel·lícula Next of Kin, el 2007 a Cold Case i a la web-sèrie Rockville CA. El 2010 va aparèixer a Days of Our Lives, Gigantic i a la pel·lícula Peach Plum Pear.
El 2011 va interpretar el paper de Caleb Rivers a la sèrie Pretty Little Liars. Aquest any també va fer el paper de Pete a la sèrie Wendy i entre el 2013 i el 2014 fou el protagonista de la sèrie Ravenswood, una spin-off de Pretty Little Liars.

## Filmografia
| Cinema    | Cinema                    | Cinema                | Cinema                              |
| Any       | Títol                     | Paper                 | Notes                               |
| --------- | ------------------------- | --------------------- | ----------------------------------- |
| 2006      | The Doers of Coming Deeds | Solly Katz            | Curtmetratge                        |
| 2005      | Next of Kin               | Estudiant francès     |                                     |
| 2010      | The Tudor Tutor           | Toby                  | Curtmetratge                        |
| 2011      | Peach Plum Pear           | Jesse Pratt           |                                     |
| 2012      | Hiding                    | Jesse                 | Directo a video                     |
| 2013      | You & Me                  | Jove William          | Curtmetratge                        |
| 2016      | Love Is All You Need?     | Ryan Morris           |                                     |
| 2017      | Hello Again               | Jack                  |                                     |
| Televisió |                           |                       |                                     |
| Any       | Títol                     | Paper                 | Notes                               |
| 2005      | Unfabulous                | Nathan                | 2 episodis                          |
| 2009      | Cold Case                 | Foster / Jeff Feldman | Episodi: «Witness Protection»       |
| 2010      | Days of Our Lives         | Ian                   | 17 episodis                         |
| 2010      | Gigantic                  | Echo                  | Episodi: «Bye Bye Baby»             |
| 2011–17   | Pretty Little Liars       | Caleb Rivers          | 102 episodis                        |
| 2011      | Brave New World           | John Litchfield       | Episodi pilot no emès               |
| 2013–14   | Ravenswood                | Caleb Rivers          | Repartiment principal (10 episodis) |
| 2019      | Roswell, New Mexico       | Alex Manes            | Repartiment principal               |
| 2019      | Charmed                   | Viralis               | 1 episodi                           |
| Web       |                           |                       |                                     |
| Any       | Títol                     | Paper                 | Notes                               |
| 2009      | Rockville CA              | Spencer               | Episodi: «Shoegazed»                |
| 2011      | Wendy                     | Pete                  | 6 episodis                          |